# Loreto (Bergamo)
Loreto is een plaats (frazione) in de Italiaanse gemeente Bergamo.